# Antheua birbirana
Antheua birbirana är en fjärilsart som beskrevs av Pierre E.L. Viette 1954. Antheua birbirana ingår i släktet Antheua och familjen tandspinnare. Inga underarter finns listade i Catalogue of Life.